# Tomislav Mijatović
Tomislav Mijatović (* 1976) ist ein kroatischer Basketballtrainer.

## Werdegang
Mijatović war von 2001 bis 2003 Assistenztrainer bei KK Cibona Zagreb. Während der Saison 2002/03 vertrat er zeitweise den gesperrten Aleksandar Petrović als Cheftrainer. 2007 wurde Mijatović wieder Assistenztrainer bei Cibona. Als Cibonas Cheftrainer Velimir Perasović 2010 zu Anadolu Efes SK in die Türkei wechselte, war Mijatović als dessen Nachfolger bei Cibona im Gespräch. Mijatović folgte allerdings Perasović zu Anadolu Efes SK. Als Assistenztrainer wurde Mijatović mit der Mannschaft 2021 und 2022 Euroleague-Sieger sowie jeweils dreimal türkischer Meister und Pokalsieger. Er arbeitete in Istanbul unter anderem unter Ergin Ataman und Dušan Ivković.
Im Februar 2024 wurde Mijatović bei Anadolu Efes SK zum Cheftrainer befördert. Im Januar 2025 rückte er ins Amt des Assistenztrainers zurück, als der Verein Luca Banchi einstellte.

### Erfolge
- Euroleague-Sieger 2021, 2022 (jeweils als Co-Trainer)
- Türkischer Meister 2019, 2021, 2023 (jeweils als Co-Trainer)
- Türkischer Pokalsieger 2015, 2018, 2022 (jeweils als Co-Trainer)